# الحياة البرية في العراق
تشمل الحياة الفطرية في العراق النباتات والحيوانات والموائل الطبيعية، خلال أوائل القرن العشرين، كان العراق قد خسر جميع الحيوانات البرية بأستثناء الدب البني السوري، قبل دخول البارود، كان يسكن العراق العديد من الحيوانات مثل الأسد الآسيوي، الفهد الآسيوي والببر القزويني.
لدى العراق العديد من المناطق الحيوية والتي تشمل المناطق الجبلية من كردستان في شمال العراق والمستنقعات الرطبة على طول نهر الفرات ويضم الجزء الغربي من البلاد الصحراء وبعض المناطق شبه القاحلة. واعتباراً من عام 2001، سبعة أنواع من الثدييات و12 من نوع من الطيور أصبحت مهددة بالأنقراض. الأنواع المهددة بالانقراض تشمل أبو منجل ناسك، الأيل الأسمر الفارسي، الفهد الآسيوي. وأنقرض الحمار البري السوري وأعلن أنقراض الغزال السعودي في عام 2008.

## الأهوار العراقية

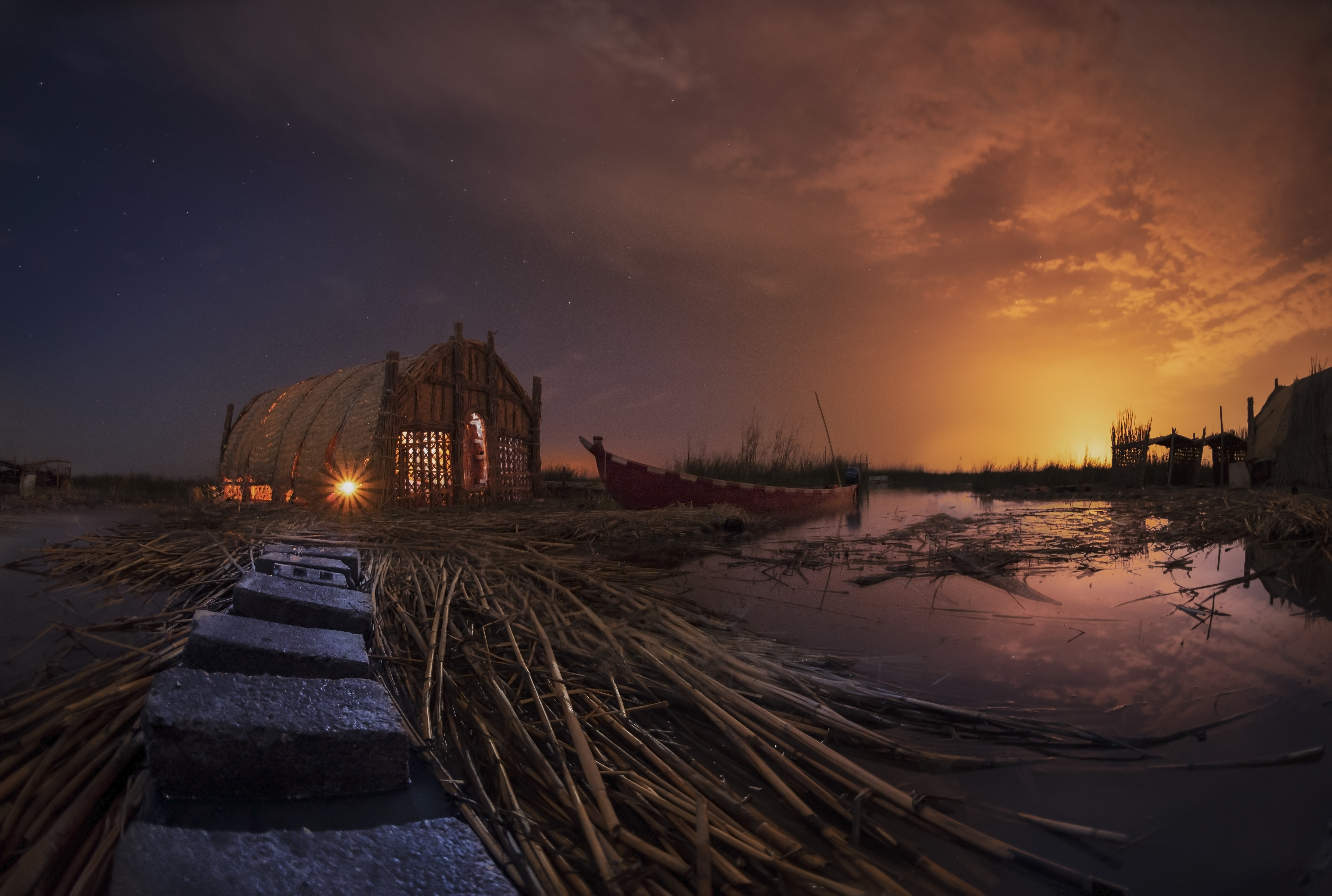
أهوار العراق

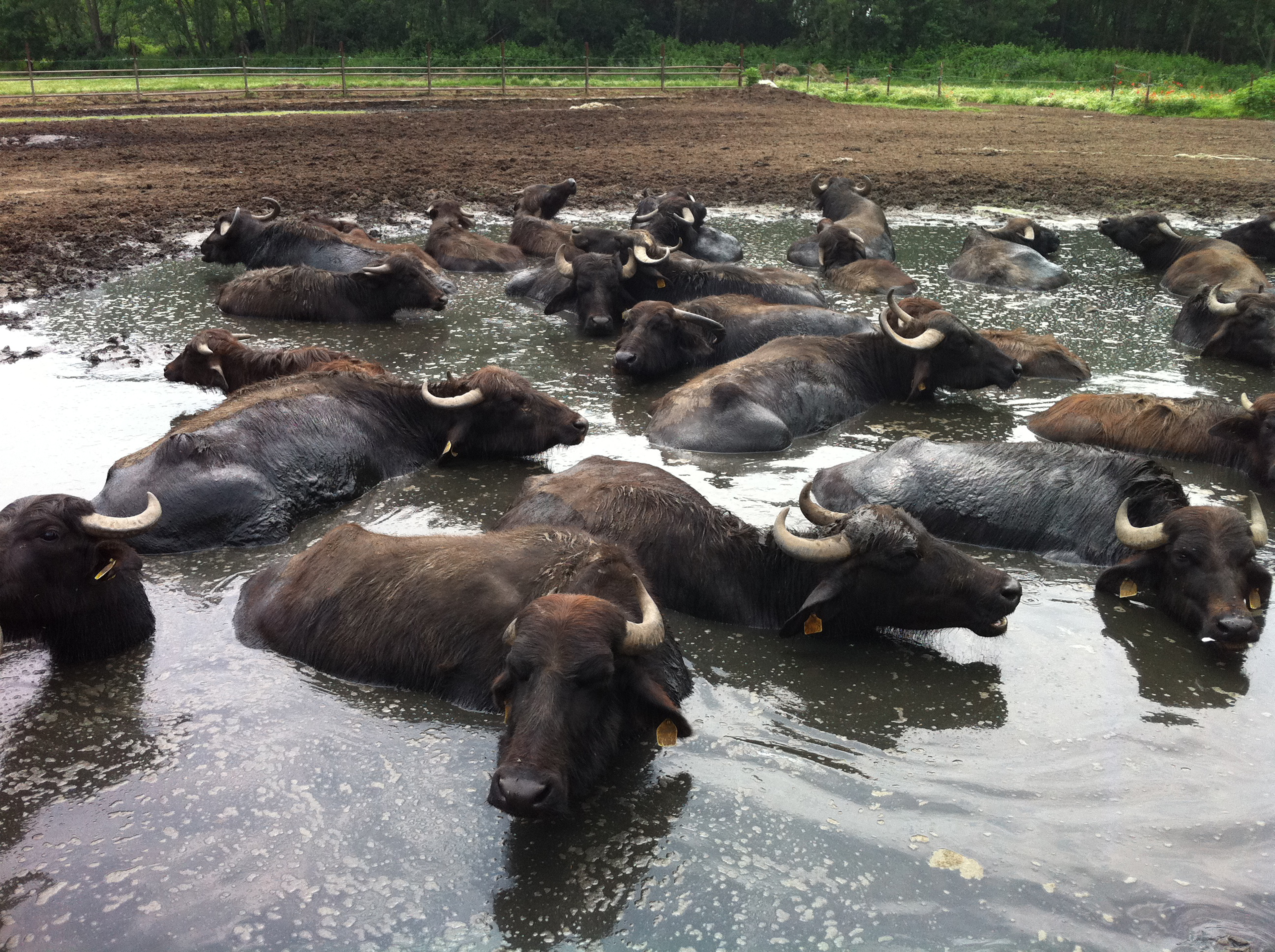
جاموس الماء في أهوار العراق.

تعد الأهوار موطناً لـ40 نوعاً من الطيور والعديد من أنواع الأسماك. وكانت الأهوار موطناً لملايين الطيور وتوقف لملايين من الطيور المهاجرة، بما في ذلك طيور النحام، البجع ومالك الحزين خلال هجرتها من سيبيريا إلى أفريقيا. 40% إلى 60% من العالم من رخامي البط البري في خطر من السكان التي تعيش في المستنقعات، جنباً إلى جنب مع 90% من العالم من هازجة قصب البصرة. أيضاً أبو منجل المحرم والقاذف الأفريقي في خطر محدق. ووجد نوع من أنواع الغراب المقنع المعروفة باسم غراب بلاد ما بين النهرين في هذا الجزء من جنوب العراق. سبعة أنواع هي الآن منقرضة أو قريبة من الانقراض في الأهوار، بما في ذلك الشيهم المتوج الهندي ، الركين البنغالي الصغير وذئب المستنقعات الرمادي. تسبب تجفيف الاهوار بأنخفاض كبير في الإنتاجية البيولوجية؛ وبفضل القوات المتعددة الجنسيات المتكفلة بالإطاحة بنظام صدام حسين ، تم أعادة تدفق المياه إلى الأهوار وبدأ النظام الإيكولوجي بالتعافي.
مصير هذين النوعين من القضاعات ( قضاعة أوروبية وكلب الماء (ماكسويل)) التي كانت موجودة تاريخياً في الاهوار على جانبي الحدود لا يزال غير معروف.

## الشعاب المرجانية
تحتوي المياه الساحلية العراقية على الشعاب المرجانية، والتي تغطي مساحة قدرها 28 كم2 في الخليج العربي، عند مصب شط العرب (29°37′00″N 048°48′00″W / 29.61667°N 48.80000°W). تم أكتشاف الشعاب المرجانية بواسطة غواصين البعثات العلمية المشتركة العراقية–الألمانية  التي أجريت في سبتمبر / أيلول 2012 ومايو 2013. قبل اكتشافها، كان يعتقد أن العراق يفتقر إلى الشعاب المرجانية المحلية وعكرة المياه حالت دون الكشف عن احتمال وجود شعاب مرجانية محلية. وتعد واحدة من الأكثر أنواع المرجان تحملاً للبيئات في العالم، حيث أن درجة حرارة ماء البحر في هذه المنطقة يتراوح بين 14 و 34 درجة مئوية. تعيش العديد من الشعاب المرجانية في المرافئ كحجر المرجان والأوكتوكورال والأوفيورويدز وذوات الصدفتين. هناك أيضاً الديموسفنجيات التي تحتوي على السيليكا.

## الحيوانات

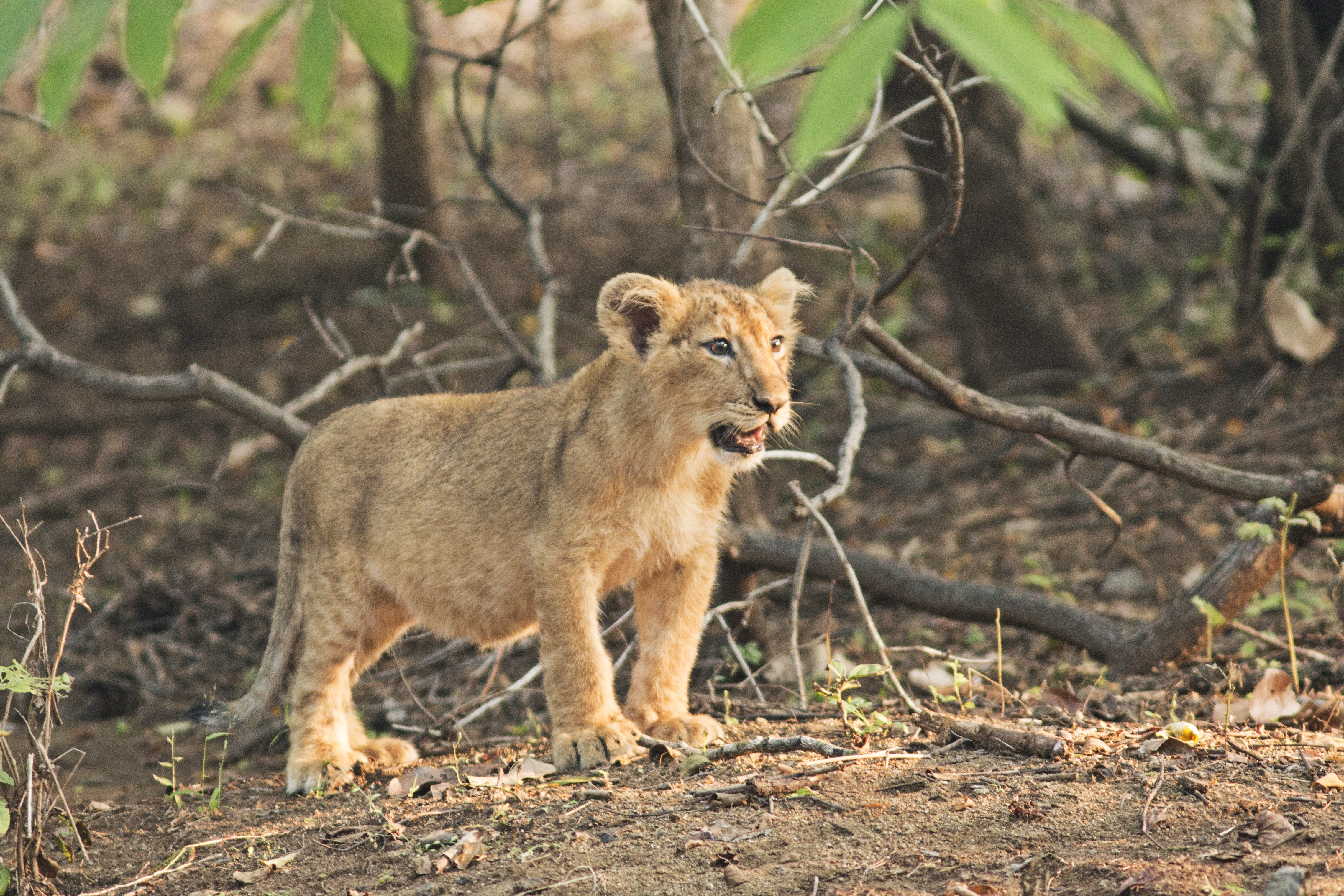
الأسد الآسيوي

- العواسي
- الذئب العربي
- الدب البني السوري
- السنجاب الفارسي
- الماعز البري
- الخنزير
- الذئب الرمادي
- الضبع المخطط
- ابن آوى الذهبي
- الأيل الأسمر الأوروبي
- جاموس الماء
- الأروية
- الغرير الأوروبي
- القضاعة الأوروبية
- النعامة العربية
- المها العربي
- أبو الشوك
- الظربان رخامي
- المجار

### سنوريات

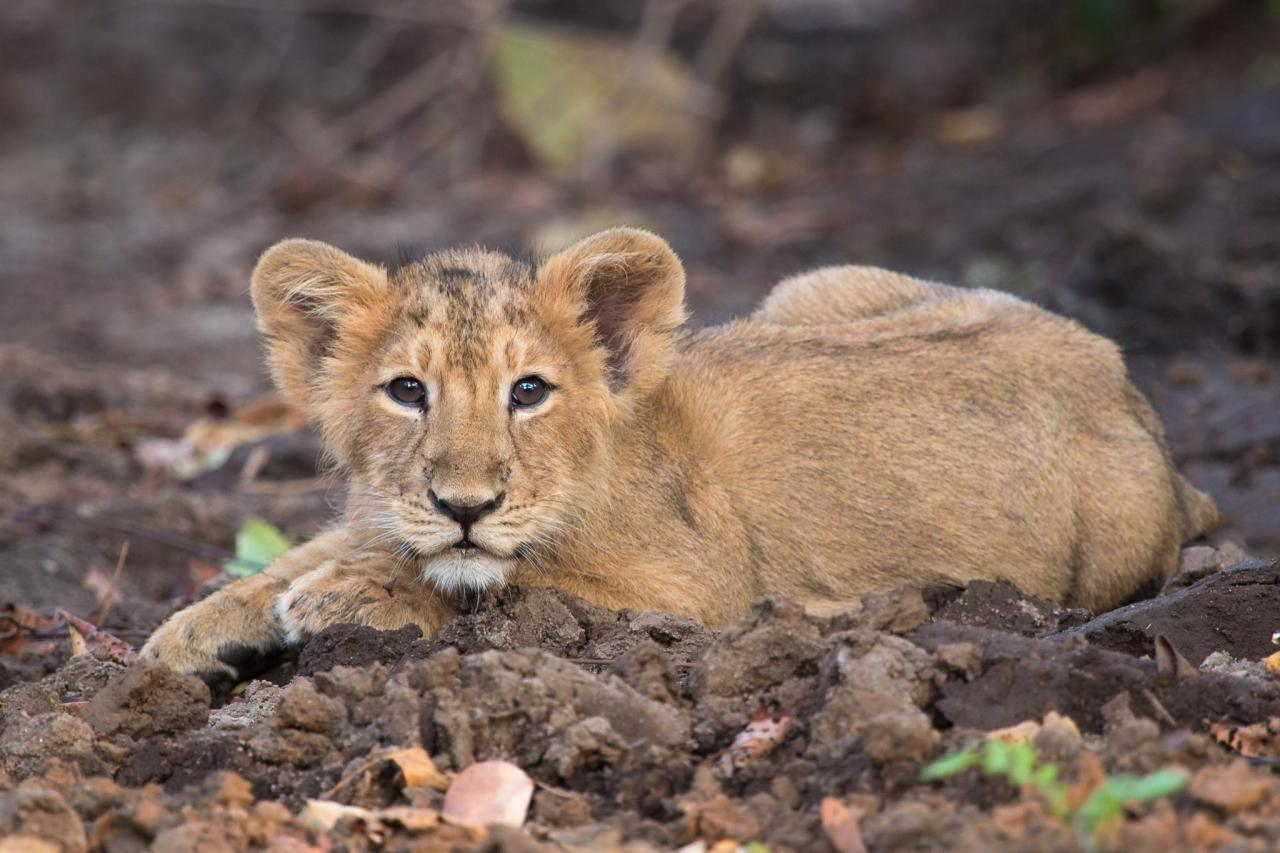
شبل الأسد الآسيوي

- الفهد الآسيوي
- الأسد الآسيوي
- عناق الأرض
- الببر القزويني
- التفة
- النمر الفارسي
- القط البري